# La Costa WCT 1982 - Doppio
Il doppio del torneo di tennis La Costa WCT 1982, facente parte della categoria World Championship Tennis, ha avuto come vincitori Fritz Buehning e Johan Kriek che hanno battuto in finale Bob Lutz e Raúl Ramírez con il punteggio di 4–6, 7–6, 6–3.

## Teste di serie
1. Hans Gildemeister /  Kim Warwick (primo turno)

1. Fritz Buehning /  Johan Kriek (Campioni)

## Tabellone

### Legenda
| - Q = Qualificato - WC = Wild card - LL = Lucky loser | - ALT = Alternate - SE = Special Exempt - PR = Protected Ranking | - w/o = Walkover - r = Ritirato - d = Squalificato |

|  | Quarti di finale           | Quarti di finale              | Quarti di finale             | Quarti di finale | Quarti di finale |  |  | Semifinali                 | Semifinali                 | Semifinali                 | Semifinali                 | Semifinali |   |   | Finale                | Finale                | Finale | Finale | Finale |  |
|  |                            |                               |                              |                  |                  |  |  |                            |                            |                            |                            |            |   |   |                       |                       |        |        |        |  |
|  |                            | Bob Lutz Raúl Ramírez         | 6                            | 4                | 6                |  |  |                            |                            |                            |                            |            |   |   |                       |                       |        |        |        |  |
|  | 1                          | Hans Gildemeister Kim Warwick | 1                            | 6                | 4                |  |  | Bob Lutz Raúl Ramírez      | Bob Lutz Raúl Ramírez      | Bob Lutz Raúl Ramírez      | 6                          | 6          |   |   |                       |                       |        |        |        |  |
|  | Ion Țiriac Guillermo Vilas | Ion Țiriac Guillermo Vilas    | Ion Țiriac Guillermo Vilas   | 6                | 7                |  |  | Ion Țiriac Guillermo Vilas | Ion Țiriac Guillermo Vilas | Ion Țiriac Guillermo Vilas | 4                          | 1          |   |   |                       |                       |        |        |        |  |
|  | Pat Du Pré Roscoe Tanner   | Pat Du Pré Roscoe Tanner      | Pat Du Pré Roscoe Tanner     | 4                | 6                |  |  |                            |                            |                            |                            |            |   |   | Bob Lutz Raúl Ramírez | Bob Lutz Raúl Ramírez | 6      | 6      | 3      |  |
|  | Syd Ball Phil Dent         | Syd Ball Phil Dent            | 6                            | 3                | 7                |  |  |                            |                            | Fritz Buehning Johan Kriek | Fritz Buehning Johan Kriek | 4          | 7 | 6 |                       |                       |        |        |        |  |
|  | Anand Amritraj John Sadri  | Anand Amritraj John Sadri     | 2                            | 6                | 6                |  |  | Syd Ball Phil Dent         | Syd Ball Phil Dent         | Syd Ball Phil Dent         | 4                          | 2          |   |   |                       |                       |        |        |        |  |
|  | 2                          | Fritz Buehning Johan Kriek    | Fritz Buehning Johan Kriek   | 6                | 7                |  |  | Fritz Buehning Johan Kriek | Fritz Buehning Johan Kriek | Fritz Buehning Johan Kriek | 6                          | 6          |   |   |                       |                       |        |        |        |  |
|  |                            | Bruce Manson Eliot Teltscher  | Bruce Manson Eliot Teltscher | 1                | 5                |  |  |                            |                            |                            |                            |            |   |   |                       |                       |        |        |        |  |